# Formosatettix brachynotus
Formosatettix brachynotus är en insektsart som beskrevs av Zheng, Z. 1992. Formosatettix brachynotus ingår i släktet Formosatettix och familjen torngräshoppor. Inga underarter finns listade i Catalogue of Life.